# Gola istina (2009.)
Gola istina (eng. The Ugly Truth) američka je filmska romantična komedija u kojoj nastupaju Gerard Butler i Katherine Heigl, snimljena 2009. godine. Redatelj filma je Robert Luketić, hrvatskog podrijetla.

## Radnja
Producentica TV-emisije s ljubavnim problemima (Katherine Heigl) nevoljko pristaje na niz bizarnih iskušenja od strane svog muškošovinističkog dopisnika (Gerard Butler) kako bi dokazala njegove teorije o ljudskim odnosima i pronašla ljubav. Njegovi lukavi planovi, pak, dovode do očekivanog rezultata.

## Uloge
- Katherine Heigl kao Abby Richter, producentica jutarnjeg TV-showa
- Gerard Butler kao Mike Chadway, njen muško-šovinistički reporter
- Cheryl Hines kao Georgia Bordeney, su-voditeljica jutarnjeg showa
- Eric Winter kao Colin, ortopedski kirurg koji u početku privlači Abby
- Bree Turner kao Joy Haim, Abbyna asistentica i bliska prijateljica
- Bonnie Somerville kao Elizabeth, Mikeova sestra

## Filmske lokacije
Film je uglavnom sniman u Kaliforniji, uključujući Sacramento, Los Angeles i San Pedro.

## Vanjske poveznice
- Gola istina u internetskoj bazi filmova IMDb-a